# Nomada nitida
Nomada nitida är en biart som beskrevs av Schwarz 1977. Nomada nitida ingår i släktet gökbin, och familjen långtungebin. Inga underarter finns listade i Catalogue of Life.